# Asceua tertia
Espèce
Asceua tertia est une espèce d'araignées aranéomorphes de la famille des Zodariidae.

## Distribution
Cette espèce est endémique du Kerala en Inde,. Elle se rencontre dans les districts de Kollam et d'Ernakulam.

## Description
Le mâle holotype mesure 2,54 mm et la femelle paratype 3,20 mm, les mâles mesurent de 2,30 à 2,54 mm et les femelles de 3,20 à 3,28 mm.

## Systématique et taxinomie
Cette espèce a été décrite par Asima, Sankaran et Prasad en 2024.

## Publication originale
- Asima, Sankaran & Prasad, 2024 : « A new species of Asceua Thorell, 1887 (Araneae, Zodariidae) from the Western Ghats of India. » Zootaxa, no 5492(4), p. 596-599.